# Suwicha Chittabut
Suwicha Chittabut (thailändisch สุวิชา จิตบุตร; * 27. Dezember 2001), auch als Ko bekannt, ist ein thailändischer Fußballspieler.

## Karriere
Suwicha Chittabut steht seit 2021 beim Samut Prakan City FC unter Vertrag. Der Verein aus Samut Prakan spielt in der ersten thailändischen Liga, der Thai League. Sein Erstligadebüt gab Suwicha Chittabut am 31. Oktober 2021 (10. Spieltag) im Heimspiel gegen Ratchaburi Mitr Phol. Hier wurde er in der 76. Minute für Yutpichai Lertlum eingewechselt. Samut gewann das Spiel 2:1. Am Ende der Saison 2021/22 belegte er mit Samut den vorletzten Tabellenplatz und musste somit in die zweite Liga absteigen. Für Samut bestritt er vier Erstligaspiele. Nach dem Abstieg wurde sein Vertrag im Sommer 2022 nicht verlängert. Ende August 2022 verpflichtete ihn der Drittligist Phitsanulok FC. Mit dem Verein aus Phitsanulok spielte er in 22- mal der Northern Region der Liga. Am Ende der Saison feierte er mit Phitsanulok die Meisterschaft der Region. In den Aufstiegsspielen zur zweiten Liga konnte man sich jedoch nicht durchsetzen. Zu Beginn der Saison 2023/24 wechselte er im Juli 2023 zum Erstligisten Sukhothai FC. Für den Erstligisten aus Sukhothai (Stadt)Sukhothai bestritt er zwei Ligaspiele. Nach einer Spielzeit wechselte er im Sommer 2024 in die dritte Liga. Hier schloss er sich in der Northern Region dem Khelang United FC an. Für den Verein aus Lampang bestritt er 14 Drittligaspiele. Nach einer Spielzeit wechselte er Ende Juli 2025 zum ebenfalls in der Northern Region spielenden Maejo United FC.

## Erfolge
Phitsanulok FC
- Thai League 3 – North: 2022/23